# 中林 (嘉義縣)
中林，是臺灣嘉義縣大林鎮的一個傳統地域名稱，位於該鄉中部略偏南。相較於今日行政區，其範圍大致包括平林里東南部邊界地帶的中央略偏南一小段、中林里不含西南部凸出部分、三和里東南部凸出部分的西部。

## 歷史
台灣日治初期，中林地區為一街庄（舊制街庄），稱為「中林庄」，隸屬於打貓東下堡。該庄西及西北與潭底庄為鄰，北邊及東邊北、中段與林仔前庄為鄰，東邊南段與大埔美庄為鄰，東南邊為中坑庄，南邊為頂員林庄。
1901年（日治明治三十四年）11月11日，全台設置二十廳，該庄隸屬於嘉義廳。1904年（明治三十七年）2月15日，該庄編入「中林區」，隸屬於嘉義廳。1909年（明治四十二年）10月25日，全台整併二十廳為十二廳，該庄仍隸屬於嘉義廳。1910年（明治四十三年）1月18日，各區管轄區域調整，該庄改隸屬於嘉義廳的「大莆林區」。
1920年（大正九年）10月1日，全台廢十二廳改設五州二廳，該庄改制為「中林」大字，隸屬於臺南州嘉義郡大林庄（新制街庄）。1943年10月1日，大林庄升格為大林街。
戰後大林街改制為大林鎮，隸屬於臺南縣，大字亦改制為里。1950年（民國39年）10月25日，雲、嘉、南分治，大林鎮改隸屬於嘉義縣。

## 聚落
本地區發展較早的聚落為中林，在日治期初期的官方地圖上已有記載。

## 交通
縣道162乙線是大林至大崎的道路，經過本地區西部。由該道路（大方向）北行可前往大林鎮大林市區南側，並止於縣道162號轉角路口暨鄉道嘉99線路口；南行可前往民雄鄉的大崎腳地區，並止於縣道166號路口。
鄉道嘉102線是大林至大埔美的道路。
鄉道嘉104線是中林至大埔美的道路。

## 學校
- 中林國小